# Caribena versicolor
«  Matoutou-falaise » redirige ici. Ne pas confondre avec Matoutou-Falaise.
Pour les articles homonymes, voir Matoutou.
Espèce
Synonymes
- Mygale versicolor Walckenaer, 1837
- Avicularia versicolor (Walckenaer, 1837)
- Avicularia rutilans Ausserer, 1875

Statut CITES
Caribena versicolor est une espèce d'araignées mygalomorphes de la famille des Theraphosidae. En français, elle est nommée Aviculaire antillaise et en créole Matoutou falaise.

## Distribution et Habitat
Cette espèce est endémique de Martinique.
Elle vit dans les arbres où elle passe la plus grande partie de sa vie. Elle est moins rare dans les forêts humides du Prêcheur à Grand'Rivière.

## Description

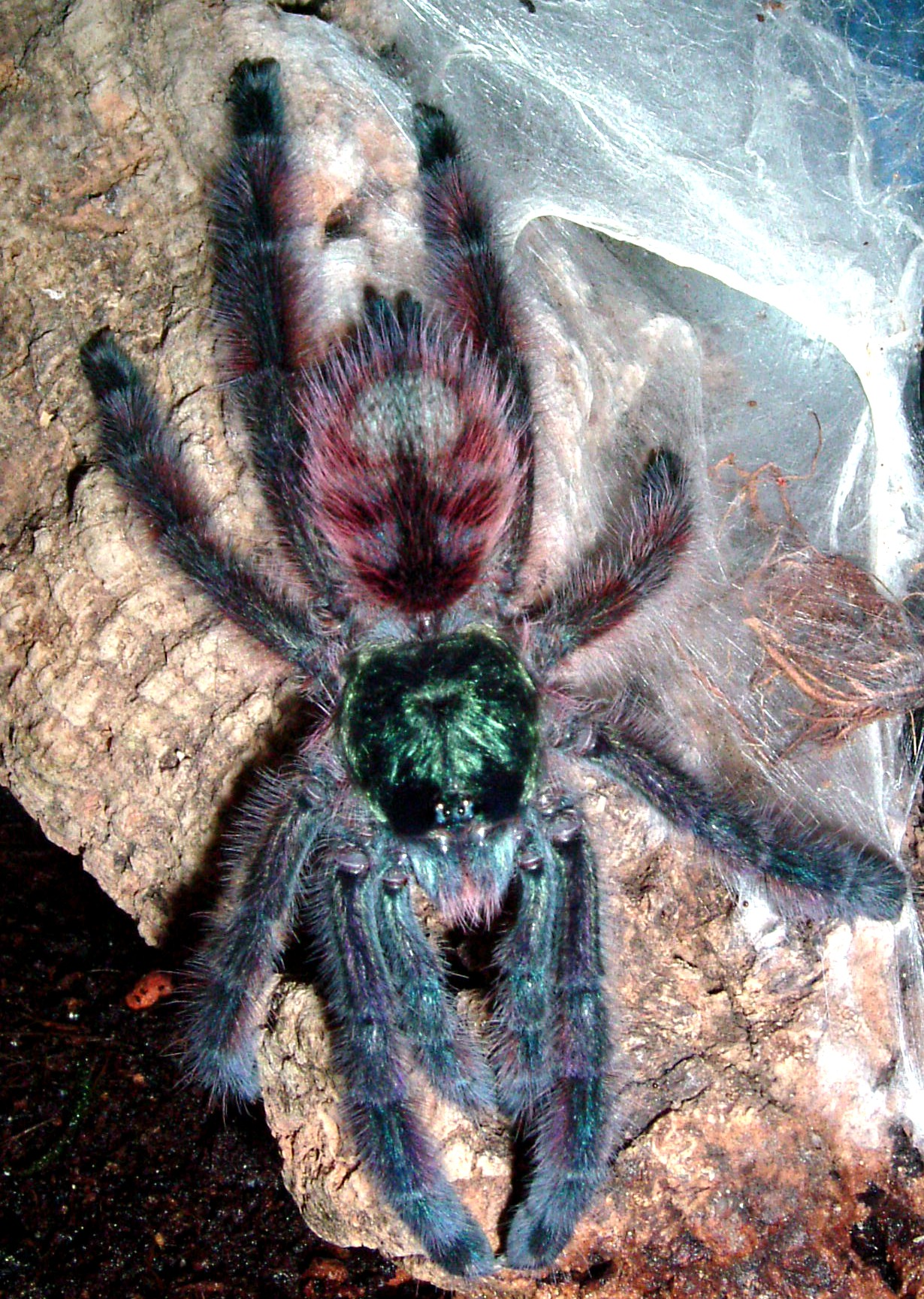
Caribena versicolor femelle juvénile

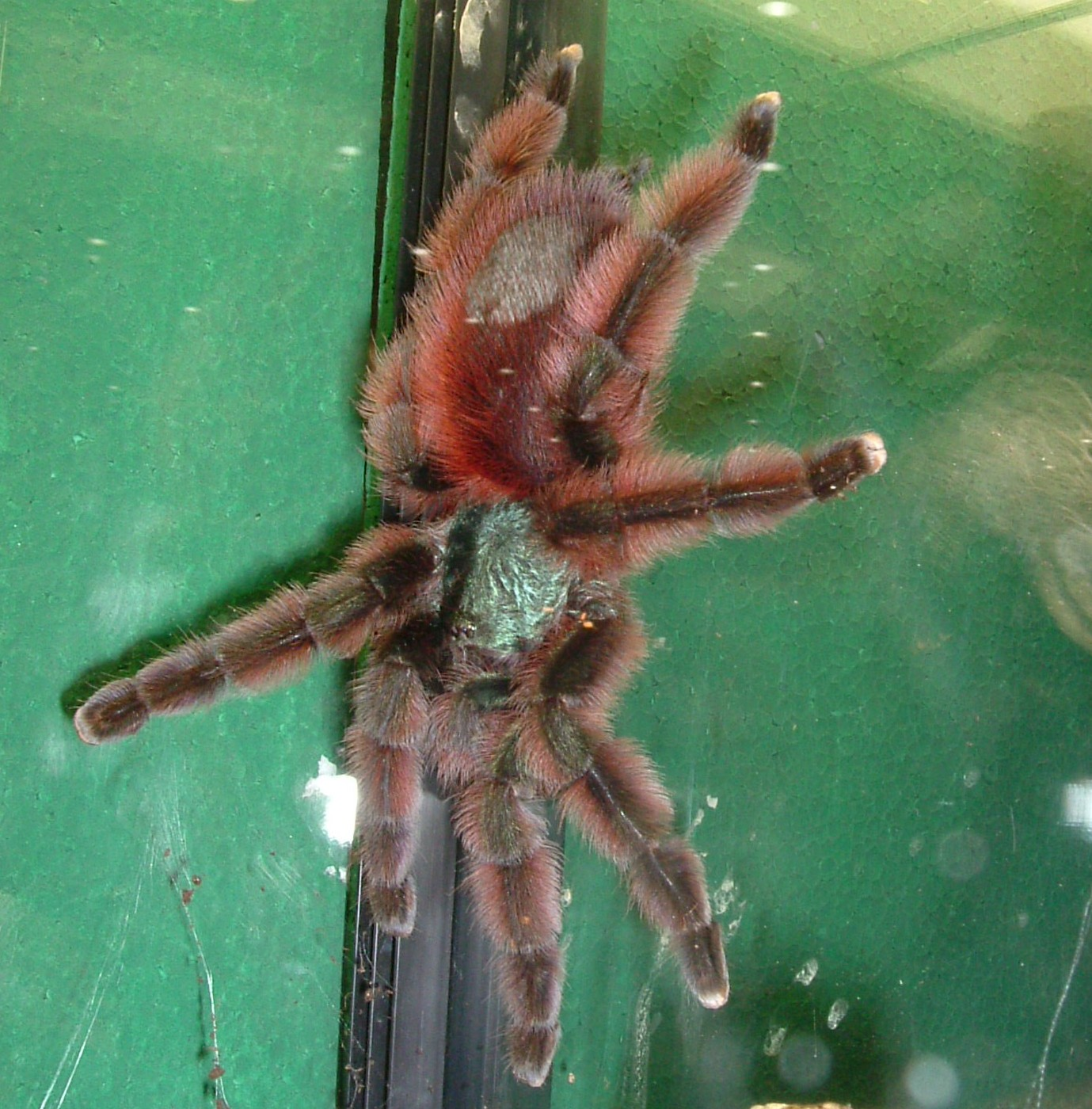
Caribena versicolor adulte

Caribena versicolor est d'une couleur bleuâtre claire avec un abdomen rayé noir. Elle devient plus foncée au cours des mues pour prendre ses couleurs définitives à l'âge adulte. Les adultes sont facilement reconnaissables à leurs pattes rose violacé et à leur abdomen rouge vif marqué d'une tache rose pâle.
Adulte, le corps mesure de 6 à 10 cm pour une envergure totale allant jusqu'à 15-18 cm.
La carapace du mâle décrit par Fukushima et Bertani en 2017 mesure 16,01 mm de long sur 15,05 mm et l'abdomen 18,41 mm de long sur 13,01 mm et la carapace de la femelle mesure 19,07 mm de long sur 16,75 mm et l'abdomen 22,09 mm de long sur 17,02 mm.
Ces araignées disposent de glandes à venin. Il a cependant été remarqué que les mygales venant du continent américain ont, pour une grande majorité, un venin moins puissant que celui des espèces d'Afrique et d'Asie.

## Prédateur connu
Outre l'homme, le seul prédateur connu est la guêpe bleue (Pepsis ruficornis), aussi appelée « Pepsi mouche » en Martinique. Celle-ci pique l'araignée pour la paralyser, puis pond un œuf dans son abdomen. Une fois éclose, la larve dévore l'araignée progressivement.

## En captivité
On la retrouve en terrariophilie.

## Publication originale
- Walckenaer, 1837 : Histoire naturelle des insectes. Aptères. Paris, vol. 1, p. 1-682.